# Brownsover
Brownsover är en ort i unparished area Rugby, i distriktet Rugby, i grevskapet Warwickshire i England. Bilton var en civil parish 1866–1932 när det uppgick i Rugby, Churchover och Clifton upon Dunsmore. Civil parish hade 391 invånare år 1931. Byn nämndes i Domedagsboken (Domesday Book) år 1086, och kallades då Gaura.